# 대통일 에너지
대통일 에너지(Grand unification energy) 또는 GUT 규모(GUT scale) {\displaystyle \Lambda _{GUT}}는 전자기력, 약한 상호작용, 강한 상호작용의 크기가 같아져 단순 리 대수에 따라 결정되는 하나의 힘으로 통합될 것이라고 추정하는 에너지 규모로, 정확한 대통일 에너지의 값은 현재까지 이루어지지 않은 정밀한 실험이 필요하나, 초대칭과 대통일 이론에서의 사막 현상을 가정할 경우, 대략 1025 eV 또는 {\displaystyle 10^{16}} GeV (≈ 1.6 메가줄)이다.
일부 대통일 이론에서는 대통일 에너지의 값을 예측할 수 있으나, 게이지군, 힉스 부분, 무차원 변수 등으로 인해 큰 오차 범위를 보인다. 또한, 현재까지 합의된 '최소 에너지'는 존재하지 않는다.
전기-약 작용, 강한 상호작용, 중력을 합치는 이론은 모든 것의 이론이라고 부르며, 플랑크 에너지 수준({\displaystyle 10^{19}} GeV)에 가까울 정도로 높은 에너지가 필요하다. 이론적으로 매우 짧은 거리에서 중력은 다른 힘과 세기가 같아지는데, 차원의 수가 더 많다고 하면 이 '거리'의 범위를 더 넓게 볼 수 있다. 여분 차원과 관련된 이론은 이 점을 이용한다.
대통일 에너지의 값인 1016 GeV는 플랑크 에너지인 1019 GeV와 크기 정도로 얼마 차이가 나지 않으며, 따라서 지구에서의 실험으로는 도달할 수 없을 것으로 보고 있다. 참고로, 현존하는 입자 가속기 중 최대 규모인 대형 강입자 충돌기는 양성자 간 충돌에서 약 104 GeV를 낼 수 있게끔 설계되었다.

## 같이 보기
- 대통일 이론
- 표준 모형 이후의 물리학